# Rho Telescopii
Rho Telescopii (ρ Tel) es una estrella en la constelación austral de Telescopium.
Con magnitud aparente +5,18, es la décima estrella más brillante de esta constelación. 
Rho Telescopii está catalogada como una estrella blanco-amarilla de tipo espectral F7V. Semejante a Asellus Primus (θ Bootis) o ι Piscium, Rho Telescopii está casi cuatro veces más distante que estas dos estrellas, ya que se encuentra a 171 años luz del sistema solar.
Tiene una temperatura superficial de 6109 K.
Su radio es aproximadamente un 30% más grande que el radio solar y gira sobre sí misma con una velocidad de rotación proyectada de 68,5 ± 4 km/s, por lo que rota al menos 34 veces más deprisa que el Sol.
Muestra una metalicidad ligeramente inferior a la del Sol ([Fe/H] = -0,05).
Se piensa que es una estrella binaria, pero nada se sabe sobre su posible compañera estelar.
Rho Telescopii es un probable miembro de la asociación estelar de Tucana-Horologium, cuya edad es de sólo unos 20 o 30 millones de años.
Es, por tanto, una estrella muy joven que ha dejado atrás la etapa de estrella T Tauri, pudiendo ser todavía una estrella pre-secuencia principal.
Dicha juventud es responsable de su elevada luminosidad en rayos X, siendo la décima estrella más brillante en esta región del espectro entre las situadas a menos de 50 pársecs de distancia.
Su luminosidad en rayos X es de 65,76 × 1022 W; a título comparativo es 2,5 veces más brillante que Deneb Kaitos (β Ceti).